# اویسنهایم
اویسنهایم (به آلمانی: Eußenheim) یک شهر در آلمان است که در ماین-اشپسارت واقع شده‌است.